# Bezvučna alveolarna afrikata
Bezvučna alveolarna afrikata ili bezvučna alveolarna sibilantna afrikata suglasnik je koji postoji u mnogim jezicima, a u međunarodnoj fonetskoj abecedi za njega se koristi simbolom [t͡s].
Glas postoji u standardnom hrvatskom i svim narječjima; suvremeni pravopis hrvatskog jezika koristi se simbolom c (vidjeti slovo c).
Osim toga, glas postoji i u drugim jezicima, primjerice u njemačkom, drugim slavenskim jezicima, mađarskom, gruzijskom, modernom grčkom, latvijskom, mandarinskom i japanskom.
Karakteristike su:
- po načinu tvorbe jest sibilantna afrikata
- po mjestu tvorbe jest alveolarni suglasnik
- po zvučnosti jest bezvučan.

Glas se nalazi u 13,7 % jezika zabilježenih u bazi podataka UPSID.

## Vanjske poveznice
- UCLA Phonological Segment Inventory Database (UPSID)(eng.)